# Листи до приятелів
«Листи до Приятелів» — часопис, що виходив у Нью-Йорку в 1953—1967 роках. Видавався у видавництві «Ключі», заснованому Миколою Шлемкевичем. Вийшло друком 176 чисел часопису.

## 1953—1967
Видавали його Дмитро Кузик та Остап Олесницький, редагував Микола Шлемкевич, який, емігрувавши до США у 1949 році, листувався з багатьма адресатами зі Сполучених Штатів, Канади, Німеччини, СРСР та інших країн світу.
Мета часопису — об'єднання української діаспори, збереження її національних особливостей, пропагування національної ідеї, сприяння становленню української державності, вироблення спільної політичної стратегії.
Часопис видавався на кошти від передплати та пожертвувань на пресовий фонд.
Часопис висвітлював різноманітні теми — від складних філософських, політичних, історичних проблем до оглядів преси, відповідей на запитання передплатників.
Постійними авторами були Микола Шлемкевич, Остап Олесницький, Іван Кедрин-Рудницький, Любов Дражевська, Тома Лапичак, Роман Купчинський, Теодор Олесігок, Дмитро Кузик.
Постійні рубрики: «Події та рефлексії», «Контакти зі світом», «З преси», «З листів до „Листів“», «Загальнолюдське», «Здеградований дух», «Шляхи оздоровлення», «Наші політичні справи», «З українського державницького фронту», «Місце України», «Націоналістичний рух», «Дискусія життя й ідеології».
«Листи до Приятелів» розповсюджувалися в США, Канаді, Австралії, Новій Зеландії, Бразилії, країнах Європи та інших.
Обсяг видання від восьми сторінок у 1953 році до 32 сторінок, починаючи з 1959 року.
Від 1961 року видання стає двомісячником із обсягом 64 сторінки; з травня 1966 року, після смерті Шлемкевича, воно виходить один раз на три місяці.
У часописі постійно анонсувалися книги видавництва «Ключі» та інші.

## З 2008
У 2008 році часопис відновлено у Львові.